# Вісенте Родрігес
Вісенте Родрігес (ісп. Vicente, нар. 16 липня 1981, Валенсія) — іспанський футболіст, фланговий півзахисник.
Більшість кар'єри провів у складі «Валенсії», з якою став дворазовим чемпіоном Іспанії, володарем Кубка Іспанії, Кубка УЄФА та Суперкубка УЄФА. Також грав за національну збірну Іспанії у складі якої взяв участь у Євро-2004.

## Клубна кар'єра
Народився 16 липня 1981 року в місті Валенсія. Вихованець місцевої юнацької команди «Атлетіко Бенікалап», з якої у 16 років перейшов в академію іншого валенсійського клубу — «Леванте».
У дорослому футболі дебютував 1997 року виступами за «Леванте», в якому провів три сезони, взявши участь у 54 матчах чемпіонату.
Своєю грою за цю команду привернув увагу представників тренерського штабу «Валенсії», до складу якого приєднався влітку 2000 року. Спочатку Вісенте зіткнувся з гострою конкуренцією на лівому фланзі півзахисту в особі Кілі Гонсалеса, через що Родрігес, зокрема, не зіграв в фіналі Ліги чемпіонів проти «Баварії». Однак незабаром він зміг витіснити аргентинця зі складу, і той був змушений перейти в «Інтер». У сезоні 2003/04 Вісенте допоміг «кажанам» завоювати титул чемпіонів Іспанії, Кубок УЄФА та Суперкубок УЄФА. Причому в фінальному матчі Кубка УЄФА з «Марселем» (2:0) Вісенте відкрив рахунок, забивши гол з пенальті; також він відзначився в грі 36-го туру чемпіонату Іспанії 2003—04 з «Севільєю» (0:2), в якій «Валенсія» оформила своє чемпіонство. Суперкубок УЄФА.
З сезону 2009/10 Вісенте з основного складу «Валенсії»  витіснив вихованець столичного «Реала», молодий півзахисник Хуан Мата і через два сезони Вісенте Родрігес за вершив свої виступи за «кажанів», які тривали одинадцять сезонів. За цей час він двічі виборював титул чемпіона Іспанії, ставав володарем Кубка Іспанії з футболу, володарем Кубка УЄФА та володарем Суперкубка УЄФА.
2 вересня 2011 року, після закінчення контракту з «Валенсією», Вісенте покинув іспанський чемпіонат, підписавши угоду на один рік з англійським клубом «Брайтон енд Гоув Альбіон», який виступав у Чемпіоншіпі, де і провів два наступних сезони. За два сезони встиг відіграти за клуб з Брайтона 29 матчів в національному чемпіонаті.
З літа 2013 року є вільним агентом.

## Виступи за збірні
1997 року дебютував у складі юнацької збірної Іспанії, взяв участь у 33 іграх на юнацькому рівні, відзначившись 8 забитими голами.
Протягом 2000–2001 років залучався до складу молодіжної збірної Іспанії. На молодіжному рівні зіграв у 11 офіційних матчах, забив 1 гол.
28 березня 2001 року дебютував в офіційних матчах у складі національної збірної Іспанії в товариській грі проти збірної Франції (2:1) на рідній «Местальї», замінивши на 70-й хвилині Педро Мунітіса. 
У складі збірної був учасником чемпіонату Європи 2004 року у Португалії, на якому зіграв без замін в усіх трьох матчах збірної на турнірі.
Наразі провів у формі головної команди країни 38 матчів, забивши 3 голи.

## Статистика виступів

### Статистика клубних виступів
| Сезон                | Команда                    | Чемпіонат            | Чемпіонат | Чемпіонат | Кубка | Кубка | Кубка | Єврокубки | Єврокубки | Єврокубки | Інші змагання | Інші змагання | Інші змагання | Усього | Усього |
| Сезон                | Команда                    | Ліга                 | Ігор      | Голів     | Ліга  | Ігор  | Голів | Ліга      | Ігор      | Голів     | Ліга          | Ігор          | Голів         | Ігор   | Голів  |
| -------------------- | -------------------------- | -------------------- | --------- | --------- | ----- | ----- | ----- | --------- | --------- | --------- | ------------- | ------------- | ------------- | ------ | ------ |
| 1997-98              | «Леванте»                  | 2Д                   | 3         | 1         | КІ    | 0     | 0     | -         | -         | -         | -             | -             | -             | 3      | 1      |
| 1998-99              | «Леванте»                  | 2Д                   | 16        | 1         | КІ    | 2     | 0     | -         | -         | -         | -             | -             | -             | 18     | 1      |
| 1999-00              | «Леванте»                  | 2Д                   | 35        | 7         | КІ    | 1     | 0     | -         | -         | -         | -             | -             | -             | 36     | 7      |
| Усього за «Леванте»  | Усього за «Леванте»        | Усього за «Леванте»  | 54        | 9         |       | 3     | 0     |           | 0         | 0         |               | 0             | 0             | 57     | 9      |
| 2000-01              | «Валенсія»                 | ПД                   | 17        | 3         | КІ    | 0     | 0     | ЛЧ        | 14        | 0         | -             | -             | -             | 31     | 3      |
| 2001-02              | «Валенсія»                 | ПД                   | 31        | 2         | КІ    | 0     | 0     | КУЄФА     | 8         | 1         | -             | -             | -             | 39     | 3      |
| 2002-03              | «Валенсія»                 | ПД                   | 27        | 1         | КІ    | 0     | 0     | ЛЧ        | 11        | 0         | СІ            | 2             | 0             | 40     | 1      |
| 2003-04              | «Валенсія»                 | ПД                   | 33        | 12        | КІ    | 0     | 0     | КУЄФА     | 7         | 2         | -             | -             | -             | 40     | 14     |
| 2004-05              | «Валенсія»                 | ПД                   | 12        | 3         | КІ    | 0     | 0     | ЛЧ        | 3         | 2         | СІ+СУ         | 2+1           | 1             | 18     | 6      |
| 2005-06              | «Валенсія»                 | ПД                   | 21        | 3         | КІ    | 0     | 0     | КІн       | 2         | 0         | -             | -             | -             | 23     | 3      |
| 2006-07              | «Валенсія»                 | ПД                   | 16        | 4         | КІ    | 0     | 0     | ЛЧ        | 5         | 0         | -             | -             | -             | 21     | 4      |
| 2007-08              | «Валенсія»                 | ПД                   | 17        | 0         | КІ    | 6     | 1     | ЛЧ        | 4         | 0         | -             | -             | -             | 27     | 1      |
| 2008-09              | «Валенсія»                 | ПД                   | 27        | 6         | КІ    | 6     | 3     | КУЄФА     | 5         | 0         | СІ            | 2             | 1             | 40     | 10     |
| 2009-10              | «Валенсія»                 | ПД                   | 11        | 0         | КІ    | 2     | 0     | ЛЄ        | 2         | 0         | -             | -             | -             | 15     | 0      |
| 2010-11              | «Валенсія»                 | ПД                   | 14        | 1         | КІ    | 3     | 2     | ЛЧ        | 2         | 0         | -             | -             | -             | 19     | 3      |
| Усього за «Валенсію» | Усього за «Валенсію»       | Усього за «Валенсію» | 226       | 35        |       | 17    | 6     |           | 39+?2     | 3+3       |               | 5+1           | 2             | 312    | 49     |
| 2011-12              | «Брайтон енд Гоув Альбіон» | Ч                    | 17        | 3         | КА+КЛ | 1+1   | 0     | -         | -         | -         | -             | -             | -             | 19     | 3      |
| 2012-13              | «Брайтон енд Гоув Альбіон» | Ч                    | 12        | 2         | КА+КЛ | 0+1   | 0     | -         | -         | -         | -             | -             | -             | 13     | 2      |
| Усього за кар'єру    | Усього за кар'єру          | Усього за кар'єру    | 255       | 40        |       | 20    | 6     |           | 63        | 6         |               | 6             | 2             | 344    | 54     |

## Титули і досягнення
- Чемпіон Іспанії (2):

«Валенсія»: 2001-02, 2003-04
- Володар Кубка Іспанії з футболу (1):

«Валенсія»: 2007-08
- Володар Кубка УЄФА (1):

«Валенсія»: 2003-04
- Володар Суперкубка УЄФА (1):

«Валенсія»: 2004